# Noaide
Noaide, Noaidi eller Noaydde var en samisk shaman, en ritualleder i samisk religion. Noaidetraditionen forsvandt i løbet af det 17. århundrede, da kristendommen blev den dominerende religion blandt samerne. Han var en meget vigtig person i samisk kultur, da han fungerede som bindeled mellem menneskene og guderne. Det var hans opgave at sørge for frugtbarhed og sundhed, og han var derfor på en gang præst, læge og vismand. Noaiderne blev af øvrigheden betragtet som hekse, trolde eller magikere. Mange af samernes shamanistiske forestillinger og rituelle praksis har stor lighed med traditioner, der findes hos en række sibiriske kulturer.

## Praksis og oprindelse
Den samiske kultur opfattede noaider som mediatorer mellem menneskene og guderne, og for at kunne udføre hverv, måtte de kunne kommunikere med guderne og stille dem spørgsmål for fx at få svar på, hvilke ofre de ønskede for at hjælpe menneskene. Noaidens vigtigste redskab var en runebomme. På den slog han rytmisk og intenst med en hammer formet som et T eller F, lavet af rensdyrhorn. Joik blev også brugt. Under ritualet brugte noaiden trommen og sang, indtil han faldt i trance eller ekstase og begav sig ud på en rejse til åndeverdenen. Det var nu muligt for ham at se både fremtiden, fortiden og at tale med de døde. Han kunne få besked fra guderne om, hvor der var jagtdyr eller bjørne, ulve og andre farer. I trancen kunne han også helbrede, befri sjæle og spå. Han kunne få besked fra guderne, om man skulle ofre noget til dem. Noaiden kunne således afgøre hvilke ofre, som var nødvendige for at stabilisere balancen mellem de dødeliges og de udødeliges verden.
Noaidens praksis kendes hovedsageligt gennem arkæologiske fund af redskaber, retsprotokoller og rapporter fra missionærer. Sådanne beretninger er imidlertid ikke objektive, da noaidens praksis af forfatterne blev betragtet som skadelig ”trolddom”. Den blev forbudt af myndighederne, og noaider blev i nogle tilfælde straffet med døden, hvis de blev fundet skyldige i at have praktiseret ”trolddom”.
Det er usikkert, hvor noaidetraditionen stammer fra. Blandt finnerne fandtes et tilsvarende fænomen kaldet noita, men det har ikke været muligt at afgøre, hvilken kultur, der var udgangspunkt for traditionen.[kilde mangler]

## Folkemusik
Dele af traditionen blev bevaret i folkloristiske fortællinger om shamaner. Ligesom nogle af de moderne joikmelodier blev benyttet til shamanistiske ritualer. Indtil for nylig blev joik fremført i to forskellige former, hvoraf den ene udelukkende blev sunget af unge. Til den anden blev der brugt en speciel ”mumlestil”, og det er muligt, at den bygger på en rituel traditionen. Oprindelsen til disse forskelle er dog ukendt.